# Antoni Bródka
Antoni Bródka (ur. 30 maja 1897 w Piotrkowicach, zm. 9 września 1920 w Łomży) – podoficer Wojska Polskiego w II Rzeczypospolitej, kawaler Orderu Virtuti Militari.

## Życiorys
Urodził się w rodzinie Macieja i Magdaleny z Hetmanowskich. 
Absolwent szkoły powszechnej w Piotrkowicach.
W styczniu 1919 wstąpił do odrodzonego Wojska Polskiego. W składzie 2 baterii 15 pułku artylerii polowej wziął udział w wojnie polsko-bolszewickiej.
W sierpniu  1920, w okolicach Ostrowi Mazowieckiej, z narażeniem życia przedostał się przez tereny zajęte przez oddziały 5 Dywizji bolszewickiej i przeniósł meldunek dowódcy 59 pułku piechoty do XXIX Brygady.
Kilka  dni później pod Wincentą został ciężko ranny. Zmarł w szpitalu w Łomży.
Za bohaterstwo w walce odznaczony został pośmiertnie Krzyżem Srebrnym Orderu Virtuti Militari.
Pochowany został na cmentarzu parafialnym w Czempiniu. Pogrzeb stał się manifestacją patriotyczną. Uczestniczyły w nim miejscowe stowarzyszenia.
Order Virtuti Militari wręczony został matce i braciom.

## Ordery i odznaczenia
- Krzyż Srebrny Orderu Virtuti Militari (nr 1310)